# 謝爾本大教堂

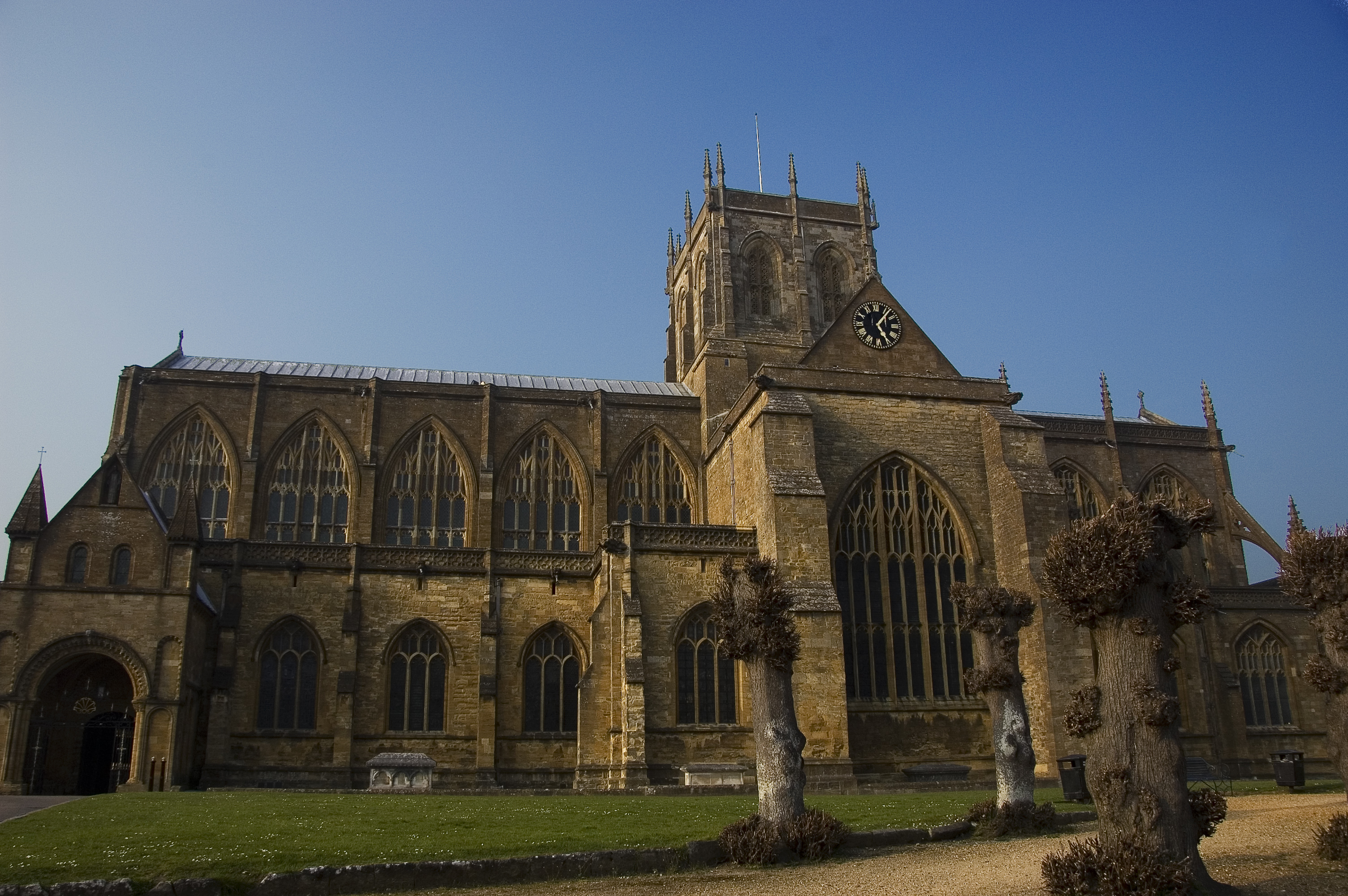
謝爾本大教堂

謝爾本大教堂（Abbey Church of St Mary the Virgin）是位於英國英格蘭多塞特郡城市謝爾本的一座教堂。這座教堂在歷史上曾是一個薩克森人的主教座堂，後來改為本篤會修道院。現在這座教堂是教區教堂。

## 外部連結
- Sherborne Abbey official website（页面存档备份，存于）
- . . New York: Robert Appleton Company. 1913.

50°56′48″N 2°31′0″W / 50.94667°N 2.51667°W